# Вулиця Михайла Коцюбинського (Київ)
Ву́лиця Миха́йла Коцюби́нського — вулиця в Шевченківському районі міста Києва. Пролягає від вулиці Олеся Гончара до бульвару Тараса Шевченка.
Прилучаються вулиці Богдана Хмельницького, В'ячеслава Липинського і Олеся Гончара.

## Історія
Вулиця відома з 1-ї половини XIX століття (показана як запланована на планах міста 1842, 1843 та 1846 років). Прокладена у 1850-х роках під назвою Тимофіївська. Простягалася між теперішніми бульваром Тараса Шевченка та вулицею Богдана Хмельницького. Об'єднана з Новотимофіївською вулицею (прокладена у 1930-ті роки) під спільною назвою вулиця Коцюбинського (на честь письменника Михайла Коцюбинського) у 1939 році, назву підтверджено 1944 року. 1961 року вулиця була об'єднана з провулком Коцюбинського (до 1958 року — Нова вулиця) під сучасною уточненою назвою.

## Установи
- № 1 Інститут «Промбудпроект»
- № 5 Посольство Республіки Білорусь
- № 7 Рахункова палата України
- № 8 Посольство Румунії
- № 9 Музей-квартира Віктора Косенка

## Пам'ятки архітектури
- На початку вулиці Михайла Коцюбинського на розі з вулицею Олеся Гончара з непарного боку, за адресою вул. Олеся Гончара, 55-а знаходиться збудована у 1911—1913 роках будівля Вищих жіночих курсів, нині тут МНС України, у радянські часи тут був чи то КВО (генерал Борис Громов).
- На початку вулиці Михайла Коцюбинського на розі з вулицею Олеся Гончара з парного боку за адресою вул. Олеся Гончара, 55-б, знаходиться сквер[5][6][7][8][9], у ньому величний фонтан, архітектор Владислав Городецький[5], пам'ятник Олесю Гончару, у радянські часи пам'ятники Чкалову та Зої Космодем'янській.

- № 3 Особняк (1912, арх. Василь Осьмак)

- № 7 Гімназія Дучинської (1903, архітектори Федір Ессен та Василь Осьмак).
В будинку № 7 до встановлення радянської влади в 1919/1920 розташовувалася Перша приватна жіноча гімназія. Директорка гімназії Олександра Дучинська за невеликі кошти банківського кредиту придбала для будівництва Першої жіночої гімназії садибу на вул. Тимофіївській, 7, що належала дворянам Ходецьким. Проєкт будівлі гімназії створили архітектори Ф. Ф. Ессен та В. А. Осьмак за участю доктора медицини О. В. Корчак-Чепурковського. Член опікунської ради Г. Є. Афанасьєв переглянув кошториси та своїми вказівками та підтримкою значно допоміг справі. Почесна опікунка гімназії А. Н. Нестроєва сприяла відкриттю банківського кредиту. Дучинська домовилася з одним із шановних київських будівельників Л. П. Чорнояровим, який почав будувати, не вимагаючи гарантій та запорук. Автори проєкту як потім самі говорили, «не щадили ні праці, ні часу з нагляду за виконанням робіт». Триповерхова з цокольним поверхом будівля була підведена під дах до кінця жовтня 1901. Внутрішню обробку почали весною 1902 і в перших числах вересня того ж року почалися заняття в новій будівлі, яка обійшлася 84 тис. руб. Воно цілком відповідало вимогам навчальної справи та шкільної гігієни, і 22 жовтня 1902 була освячене. У 1919—1920 гімназію Дучинської ліквідували, її будинок зайняв Київський державний ветеринарно-зоотехнічний інститут, який був до того ветеринарним факультетом КПІ. У 1924 інституту надали приміщення Вищих жіночих курсів, де нині знаходиться Міністерство надзвичайних ситуацій (вул. О.Гончара, 55а), але на Тимофіївській, 7 залишилася Школа червоних десятників. Пізніше там був Будівельний технікум, який готував інженерів з житлового та дорожньо-мостового будівництва, в 1928 р. в ньому навчалося 350 студентів. У 1930 приміщеннях технікуму відкрився Інститут залізничного транспорту, але він пробув тут лише 4 роки. У січні 1935-го у зв'язку з переїздом столиці УРСР з Харкова до Києва споруду передали Всеукраїнській Раді профспілок. У 1937 Раду профспілок ліквідували, і її площі зайняло Управління будинками відпочинку та санаторіями. У 1950-х — на початку 1960-х тут розміщувалися різні організації — редакції газети «Правда України», журналів «Перець» та «Україна», Українське товариство мисливців та рибалок. У 1963 у колишній гімназійній будівлі розміщувалося Міністерство будівництва, а з 1997-го працює Рахункова палата України.

- Особняк (1865; 1876, арх. Ромуальд Тустановський).

## Особи, пов'язані з вулицею
- Будинок № 2: Семиповерховий цегляний будинок збудований у 1955—1957 роках. Прямокутний у плані, облицьований кермічною плиткою. На головному фасаді на рівні трьох перших поверхів — еркер. Вікна прямокутні, на рівні першого поверху — великі, півциркульні. Фасад закінчений карнизом[10]. В ньому мешкали письменники Володимир Сосюра, Василь Кучер, Микола Ушаков, Юрій Чорний-Діденко, Натан Рибак, Петро Панч та інші.
- Будинок № 9: П'ятиповерховий будинок збудований у 1938 році (раніше мав № 11 по вулиці Тимофіївській). Належав Академії наук УРСР[11]). В ньому мешкали академіки АН УРСР Федір Бєлянкін, Леонід Булаховський, Петро Власюк, Олександр Динник, Віктор Дроботько, Андрій Кіпріанов, Євген Патон, а також композитор Віктор Косенко, кінооператор / кінорежисер / сценарист Юрій Іллєнко.

## Меморіальні таблиці
Див.також: Роліт#Галерея

Павлу Бейліну
Леоніду Булаховському
Петру Власюку
Володимиру Горовицю (дошка зникла в листопаді 2015 року)[12]
Олександру Дінніку
Юрію Збанацькому
Василю Земляку
Андрію Кіпріонову
Віктору Косенко
Василю Кучеру
Борису Палійчуку
Євгену Патону
Олександру Підсусі
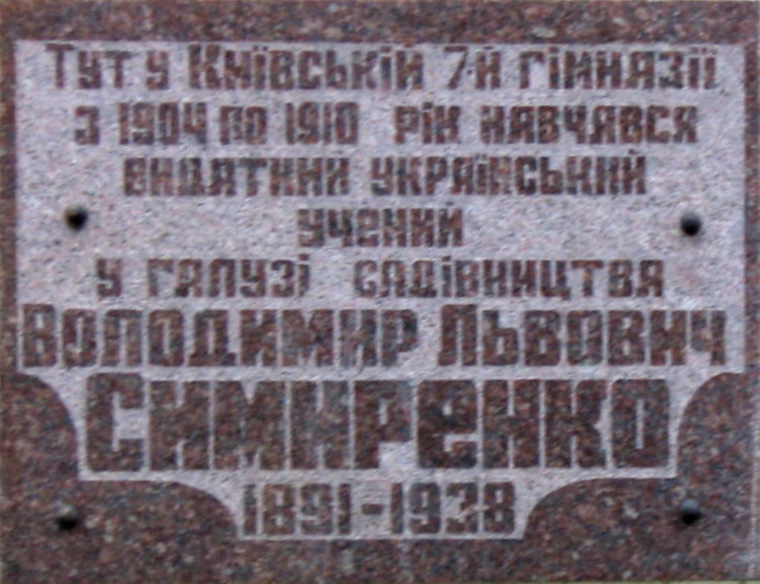
Володимиру Симиренку
Володимиру Сосюрі
Науму Тихому
Дмитру Ткачу
Миколі Ушакову
Юрію Чорному-Діденку
Василю Швецю

## Пам'ятники

Олесю Гончару
Володимиру Короткевичу
Валерію Чкалову